# معاهدة هامينا
معاهدة فريدريكشامن أو معاهدة هامينا ((بالفنلندية: Haminan rauha)‏), ((بالسويدية: Freden i Fredrikshamn)‏) كانت معاهدة سلام بين السويد والامبراطورية الروسية في 17 شتنبر 1809. انهت المعاهدة الحرب الفنلندية و وقعت بالمدينة هامينا الفنلندية ((بالسويدية: Fredrikshamn)‏). مثل نيكولاي روميانتسيف ودايفيد ألوبوز (سفير روسيا في ستوكهولم) الامبراطورية الروسية ومثل السويد جنرال المشاة كورت فون ستيدينك (السفير السابق للسويد في سانت بطرسبرغ) و الكولونيل أندريس سكيولدبراند.
وفقا للمعاهدة تنازلت السويد عن جزء من لابي و فاستربوتن (شرق نهر تورنيو ومونيو) و أولاند و كل المحافظات الواقعة شرق ذلك. المناطق المتنازل عنها شكلت دوقية فنلندا الكبرى و التي أضاف إيها الروس في القرن الثامن عشر كاريليا وأوسيما وسافونيا (ستعرف لاحقا باسم فنلندا القديمة). شكلت معاهدة فريدريكشامن و مجلس بورفو و وثيقة الملكية  حجر أساس الحكم الذاتي في الدوقية الكبرى ومؤسساتها و إدارتها الخاصة وبداية تطور سيقود إلى إعادة إحياء الثقافة الفنلندية و اللغة الفنلندية و استقالل فنلندا في 1917.

## وصلات خارجية
- نص المعاهدة